# Ion Negulici
Ion D. Negulici (n. 1812, Câmpulung Muscel - d. 5 aprilie 1851, Istanbul) a fost un pictor român, participant la Revoluția de la 1848 din Țara Românească.
Este considerat cel mai bun plastician român al primei jumătăți a secolului al XIX-lea.

## Viața
Ion Negulici s-a născut la Câmpulung Muscel. A studiat la început la școala de băieți întemeiată de Doamna Chiajna și apoi  la Școala de pe Ulița Văii, unde se preda meșteșugul zugrăvitului.
În 1824, pe când avea 12 ani, începe să lucreze în atelierul de țesătorie al Mariei Rosetii, mama boierului Scarlat Rosetti, unde deprinde desenul decorativ tradițional. Părăsește atelierului după 2 ani și se înscrie la Institutul Bulchozer din București unde rămâne doar un an, până în 1827.
În 1827, după o perioadă de privațiuni, se înscrie la Colegiul Național, vechea școală de la Sfântul Sava, unde este director Eufrosin Poteca.
Tot din cauza lipsurilor materiale se vede nevoit să plece și de la Sf. Sava, așa cum reiese din scrisoarea adresată tatălui său: „Deocamdată, părăsesc Bucureștii spre a mă duce acolo unde cheltuielile nu sunt mari, unde luxul este depărtat, unde virtutatea și lucrarea mă cheamă în sfârșit.”
Se întoarce la Câmpulung unde va lucra o perioadă ca scriitor la cancelaria ocârmuirii. Apoi, în 1830 pleacă la Iași, la fratele său George, căsătorit acolo cu o femeie cu stare, dintr-o familie având legături cu boierimea moldoveană.
La Iași studiază pictura în atelierul pictorului Niccolò Livaditti, un tânăr grec, născut în Dalmația, care după  călătorii în Orient și la Constantinopol și o viață aventuroasă, se stabilise recent în Moldova. Prieten al carbonarilor, alături de care luptase în revoluția de la 1821, acesta fusese nevoit să părăsească Italia după înfrângere. 
În cei trei ani petrecuți la Iași în atelierul lui Livaditti, din 1830 până în 1833, Negulici urmează și lecțiile ținute de Gheorghe Asachi la Școala de la Trei Ierarhi.
În 1833 se hotărăște plecarea lui la Paris, împreună cu un grup de tineri boieri printre care Vasile Alecsandri, Alecu Cuza și Nicu Doncan.
La Paris intră la atelierului lui Léon Cogniet, un pictor fără faimă, dar bun profesor și portretist apreciat, adept al clasicismului. Urmărește cu atenție lecțiile de desen și de litografie ale acestuia și, la îndemnul lui, începe să deseneze numeroase potretete după model, printre care cel al lui Dimitrie Brătianu și al lui Alexandru Golescu-Albul, fiul lui Dinicu Golescu.

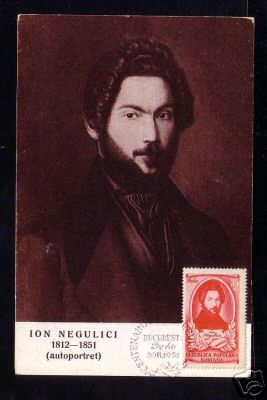
Ion Negulici

În 1837 moare tatăl pictorului, preotul Dimitrie Negulici. Rămas fără sprijinul financiar primit de acasă, este nevoit să se întoarcă la Câmpulung. Din această perioadă datează tabloul  „Peisaj din Câmpulung”. Dintr-o epistolă din același an reiese că toamna lui 1837 îl găsește la Pitești unde are de executat foarte multe comenzi de portrete. Pe 10 noiembrie pleacă la București, unde lupta pentru emancipare națională era în toi, mișcarea condusă de Ion Câmpineanu  și de partizanii săi cerând detronarea lui Ghica, unirea principatelor și adoptarea unei noi constituții. Familiarizat cu ideile revoluționare încă de pe vremea când lucra în atelierul carbonarului Livaditti, Negulici nu rămâne indiferent la evenimentele politice. 
Nu reușește să se alăture mișcării lui Câmpineanu, dar se împrietenește cu tinerii cu idei liberale întorși de la școlile pariziene care vor juca un rol important în mișcarea națională din Țara Românească: Cezar Bolliac, Costache Rosetti și actorul Constantin Aristia, fost eterist, cărora le și desenează portretul. Negulici îi cunoscuse pe tinerii cu idei liberale încă de pe vremea când studia la Paris și era prieten cu Dimitrie Brătianu, iar acum nu face decât să reînnoade aceste legături.
În primăvara lui 1839, trecerea lui prin Grecia este semnalată de ziarul atenian „Secolul”: „Încercatul artist în zugrăvire, I. Negulici, a pornit de câteva zile, întorcându-se în patria sa. Domnul Negulici în puțina vreme a zăbovirii sale în Grecia a lăsat strălucite dovezi de excelentă îndemânare și de un rar talent în arta zugrăviei. Câți din greci l-au cunoscut pe domnul Negulici și lucrările sale artistice, le-au părut rău de plecarea lui.”
La Atena, Negulici pictează portretul unui medic renumit și al câtorva boieri români aflați acolo, printre care și pe cel al lui Barbu Știrbei. Renumele, astfel câștigat, îl precede, astfel încât, ajuns la Istambul, Ștefan Vogoridis, capuchehaia domnului Moldovei la Poartă, îi comandă portretul.
Întors în țară, la Iași, domnitorul Moldovei, Mihai Sturza, ginerele lui Vogoridis, îi comandă și el portretul, dar Negulici refuză. Pleacă de la Iași, chemat fiind la București de directorul Eforiei Școalelor, Petrache Poenaru care vrea să îl trimită la Paris să își desăvârșească educația artistică. În plus, el primește însărcinarea de a alcătui un album de litografii care să înfățișeze chipuri și porturi naționale din Țara Românească și unele monumente istorice. Acest album urma să fie distribuit în străinătate pentru a face cunoscute realitățile din Țara Românească.
Pictorul lucrează timp de un an la acest album, din 1840 până în  vara lui 1841, iar în octombrie pleacă din nou la Paris, unde își începe studiul în atelierul lui Michel Martin Drolling, artist cu un oarecare renume, care continuă tradiția scolii lui Jacques- Louis David. În scurt timp, însă, nu mai primește bursa promisă, și, rămas fără fonduri și îndatorat, ajunge în închisoarea datornicilor de la Clichy. Nu se știe cine i-a plătit datoriile, dar în aprilie 1842 pleacă de la Paris, după numai câteva luni de ședere în care i se spulberaseră toate speranțele. Se oprește la Viena unde lucrează un timp într-un atelier de litografie, îmbunătățindu-și deprinderile câștigate deja în atelierului lui Cogniet. Aici se împrietenește cu tânărul pictor maghiar Constantin Rosenthal, pe care îl convinge să vină cu el în Țara Românească.
Sosirea lui Negulici la Iași este anunțată în „Curierul românesc” cu care va începe, de altfel o colaborare intensă din 1843. Este o perioadă în care se intensifică și activitatea lui politică, Negulici organizând la el acasă seri de îndelungi dezbateri la care participau Nicolae Bălcescu, Ion Ghica, maiorul Tell, Alecu Golescu, zis Arăpilă, Cezar Bolliac, Dimitrie Bolintineanu și C.A. Rosetti, proaspăt întors de la Paris.
La 1 octombrie 1845, după doi ani în care își exersase talentul gazetăresc, preia conducerea „Curierului românesc”, în locul lui Ion Heliade-Rădulescu, plecat la Leipzig  să cumpere mașini și litere de tipografie. În perioada cât se va afla la conducere va susține cauza unei literaturi noii, traducând el însuși opere, ba chiar scriind o nuvelă, „Samoil Neguțătorul” și o dramă, Credința, Speranța și Caritatea”, astăzi pierdută. Tot atunci va realiza și un „Vocabular român” pentru explicarea neologismelor și va alcătui „Plan pentru o mică bibliotecă universală, morală, literară, petrecătoare, științifică etc. etc. pentru educația omului de toate clasele mirene și eclesiastice și pentru ambele sexe, începând de la vârsta copilăriei și până la vârsta coaptă”. Acest plan este, de fapt, o listă a operelor care trebuiau traduse, multe dintre ele fără valoare literară, dar cu un pronunțat caracter moralizator, care rămân o mărturie despre gustul epocii. Lista lui Negulici este doar o completare a celei deja întocmite de Ion Heliade-Rădulescu care, la rândul lui, se inspirase din proiectul literar al lui Aimé Martin de elaborare a unei biblioteci universale. Completările lui Negulici la lista inițială arată, totuși, diversitatea preocupărilor lui, un spirit enciclopedist și un adept al progresului. Printre acestea se numără Epictet, „Încercare de o filosofie morală” a lui Dugald Stewart, „Armoniile naturii” și „Dorințele unui solitar” de Bernardin de St. Pierre, capitole despre agricultură, igienă, teoria artelor, educație. El dorește, de asemenea, să publice un dicționar de geografie, unul de mitologie și unul altul dedicat personalităților. 
La 1 decembrie 1846, după un an în care nu a pictat deloc, se întoarce la arta lui și nu mai publică în „Curierul românesc”.
A fost membru al societății revoluționare "Frăția", a participat intens la activitatea revoluționară din 1848, tipărind manifeste revoluționare și desfășurând o intensă activitate organizatorică. Guvernul revoluționar l-a numit prefect al județului Prahova. După înnăbușirea revoluției a fost exilat la Bursa, unde s-a îmbolnăvit de ftizie, murit la 5 aprilie 1851 la Istanbul (Constantinopol) și fiind îngropat alături de prietenul său, pictorul Barbu Iscovescu.

## Opera
Picturi
- Autoportret
- Aga Iancu Manu
- Portret de femeie
- Portret de tânăr
- Portret de bărbat
- Portret de băiat
- Natură moartă cu mere și flori
- Peisaj din Câmpulung
- Nicolae Bălcescu
- Alexandru Slătineanu

Litografii
- Dimitrie Negulici
- C.A. Rosetti
- Grigore Bengescu
- Tzigara Samurcaș

Desene
- Pictorul Rosenthal
- Portret de femeie

Traduceri

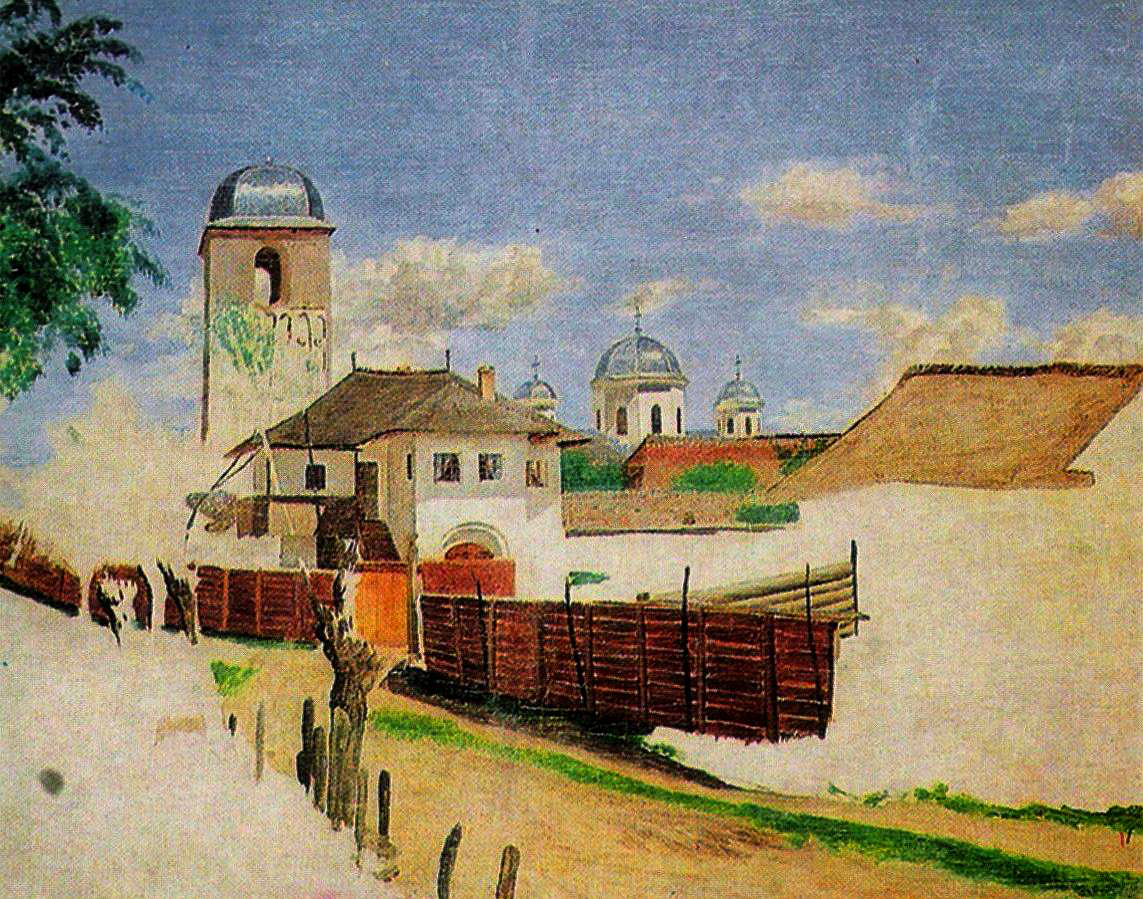
Peisaj din Câmpulung

- „Educația mumelor de familie”, Aimé Martin, publicată în 1844 în „Curierul românesc” și recenzată de Nicolae Bălcescu
- „Despre amor, lege fizică și morală a naturei”, Aimé Martin, articol publicat în 1846 în „Curierul românesc”
- „Scrisori la Sofia (asupra fisicei, himiei și istoriei naturale”, Aimé Martin, articol publicat în 1846 în „Curierul românesc”
- „Dreptatea lui Dumnezeu”, Anicet Bourgeois, piesă de teatru
- „Martirii”, Chateaubriand
- Studiul lui Georges Janety despre Andrea del Sarto, prima monografie de artă tipărită
- „Calletoriile lui Guliver în țeri depărtate, Johnatan Swift. Traducerea este făcută după versiunea în franceză a lui Fournier, apărută în 1838 și este însoțită de 80 de gravuri în litografie ale lui Negulici, copiate după cele în lemn ale lui Granville apărute în ediția franceză. Pentru litografii colaborează cu George Venrich, un german recent stabilit la București.

Opere literare
- „Samoil Neguțătorul”, nuvelă
- „Credința, Speranța și Caritatea”, piesă de teatru, pierdută
- „Vocabularul român”, 1846
- „O probă de aplicare a literelor latine”, 1845